# Erik Friborg
Erik Friborg   (Estocolm, 24 de gener de 1893 - Hounslow, 22 de maig de 1968) va ser un ciclista suec, que va competir durant la dècada de 1910.
El 1912 prendre part en els Jocs Olímpics d'Estiu d'Estocolm, on va disputar dues proves del programa de ciclisme. Va guanyar la medalla d'or en la contrarellotge per equips, formant equip amb Ragnar Malm, Axel Persson i Algot Lönn. En la contrarellotge individual acabà el setè.
El 1911 guanyà el Campionat de Suècia de contrarellotge individual. Després dels Jocs de 1912 es va traslladar als Estats Units. El 1917 es va allistar a l'exèrcit suec i va participar en les etapes finals de la Primera Guerra Mundial. Posteriorment es va establir a França i va treballar com a fisioterapeuta a Canes. Fou massatgista dels lluitadors suecs als Jocs Olímpics de 1920 i 1948; i intèrpret i cap adjunt de l'equip de ciclisme suec als Jocs de París de 1924. A l'inici de la Segona Guerra Mundiales va traslladar a Londres, on va morir el 1968.